# Хиастофиллум
Хиастофиллум (лат. Chiastophyllum) — монотипный род суккулентных растений семейства Толстянковые (Crassulaceae). На 2023 год включает один вид — Хиастофиллум супротивнолистный (Chiastophyllum oppositifolium).  

## Название
Латинское родовое название Chiastophyllum по некоторым данным происходит от греч. chiasto — крест и др.-греч. φύλλον, phúllon — лист в виду того, что каждая последующая пара листьев на стебле расположена кресто-образно по отношению к предыдущей.
Народное название — Крестолистник.

## Описание
Мясистые и вечнозеленые многолетние растения с ползучими или приподнимающимися стеблями, часто укореняющимися в нижних междоузлиях. Листья супротивные, широкие эллиптические или округлые с небольшим черешком. 
Соцветие — небольшая метелка из колосовидных ветвей с мелкими линейными прицветниками и сидячими желтыми цветками. Чашелистиков пять, узких и продолговатых; лепестков пять, эллиптических, прямых и мясистых. Тычинок десять, прирастающих в основании к венчику. Плод — пятилистовка. На плотной посадке оно образует сомкнутый ковер высотой до 10 см. Со временем многие листья часто становятся ярко-красными, особенно при выращивании на открытом солнечном месте. Цветение происходит в мае-июле. 

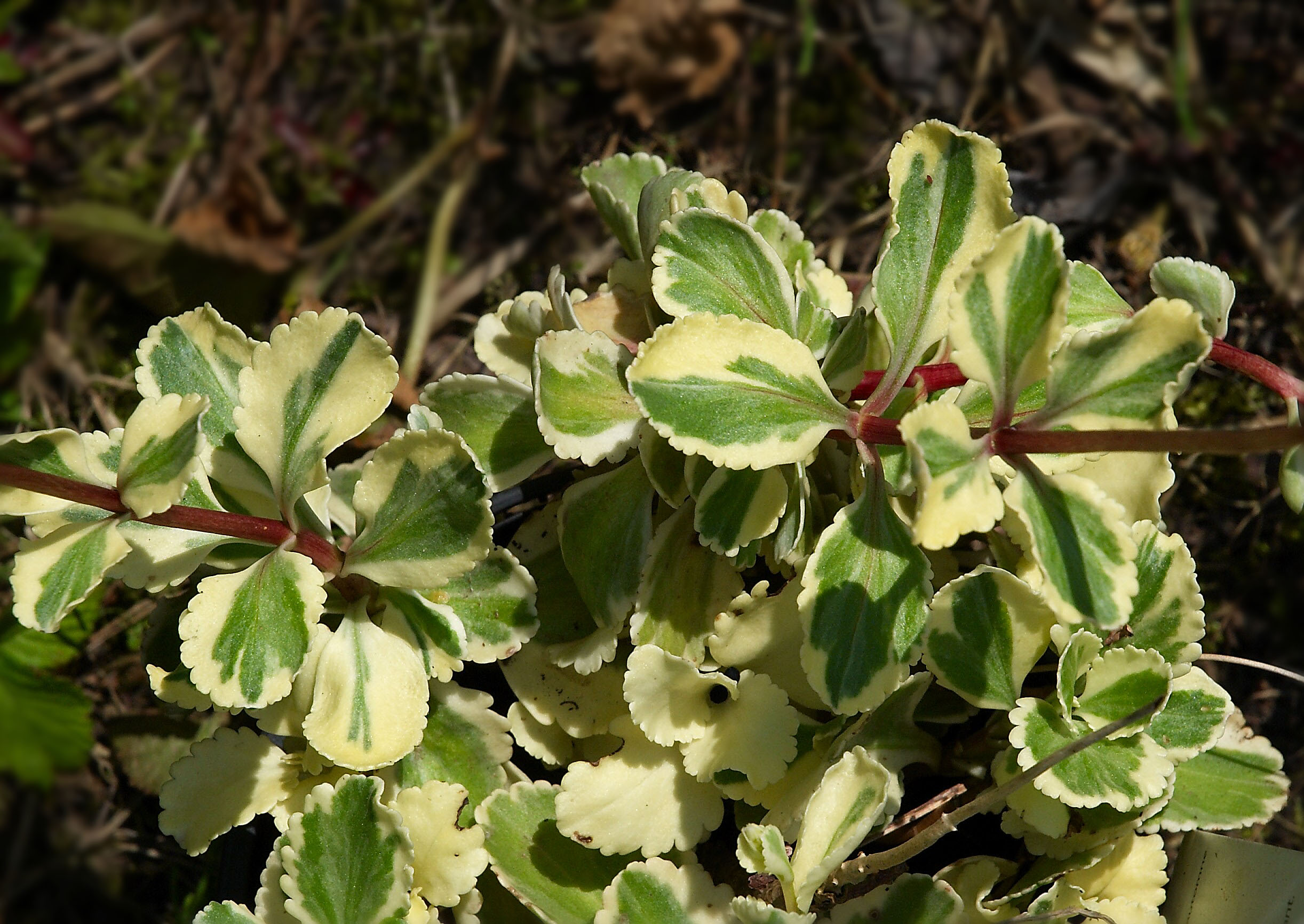
Листья
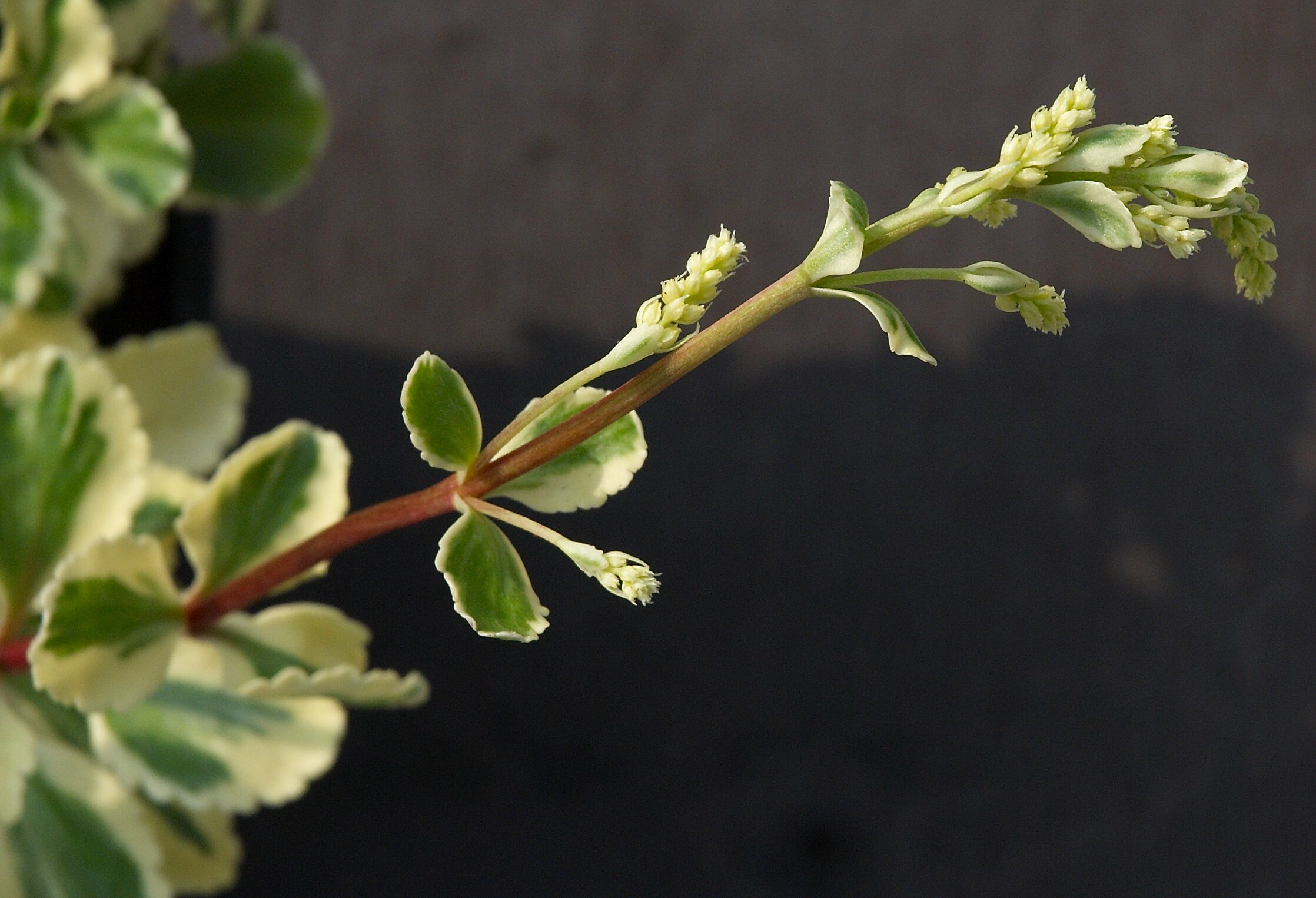
Цветонос
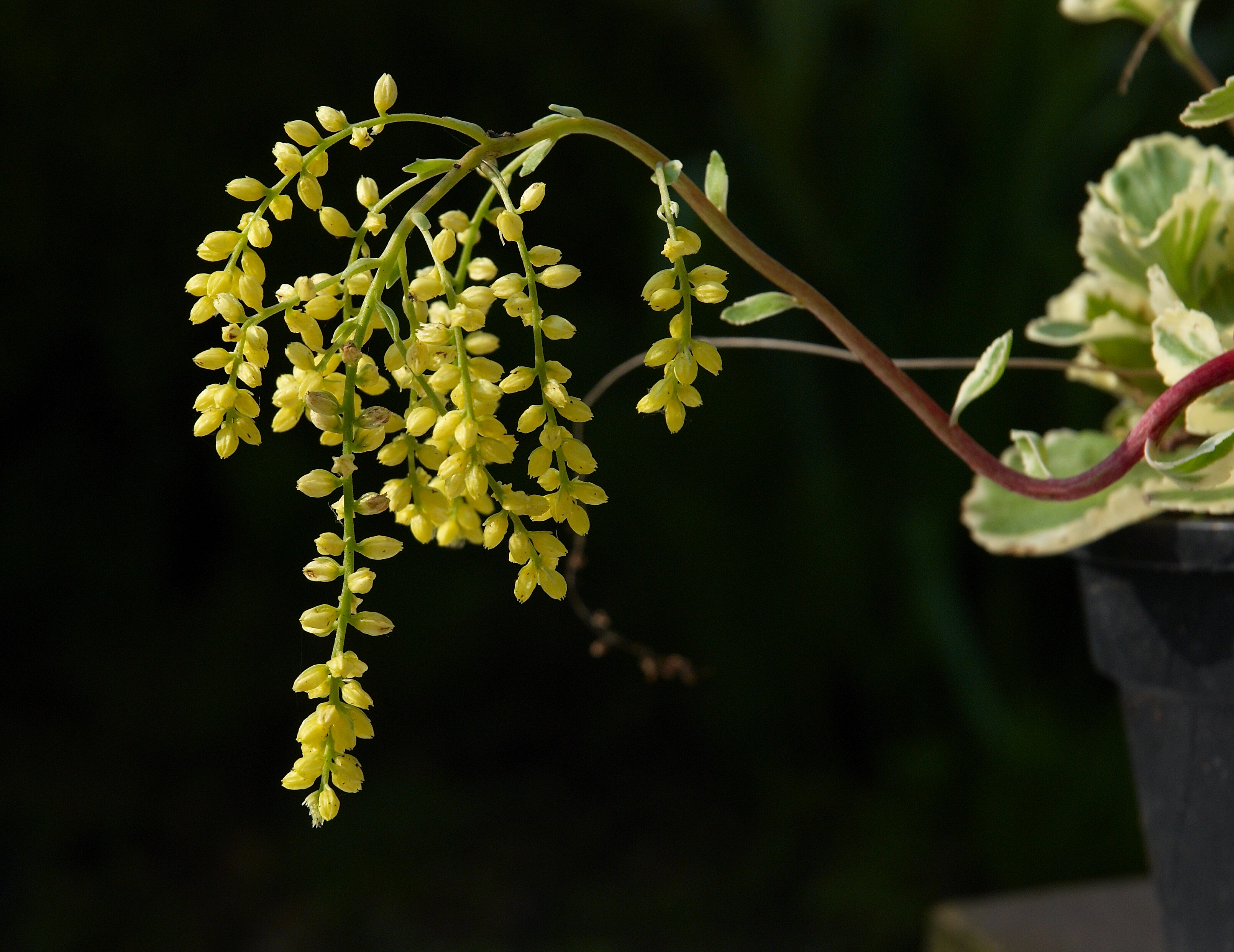
Соцветие

## Распространение
Растение является эндемиком тенистых горных районов Кавказа. На территории России распространен в Краснодарском крае, Адыгеи и Черноморском побережье (территория от Новороссийска до Адлера). Интродуцирован в Австрии и Великобритании.

## Таксономия
Chiastophyllum (Ledeb.) A.Berger, первое упоминание в H.G.A.Engler, Nat. Pflanzenfam. ed. 2. 18a: 418 (1930).

### Виды
По данным сайта Plants of the World Online на 2023 год, род включает один подтвержденный вид:
- Chiastophyllum oppositifolium (Ledeb.) A.Berger — Хиастофиллум супротивнолистный

#### Синонимы (вида)
Гомотипные (основанные на одном и том же номенклатурном типе):
- Sedum oppositifolium (Ledeb.) Raym.-Hamet (1929)

- Umbilicus oppositifolius Ledeb. (1843)

Гетеротипные (основанные на разных номенклатурных типах):
- Cotyledon oppositifolia Ledeb. ex Nordm. (1837)

## Уход
В культуре лучше всего растет в полутени, на умеренно плодородной почве, при сочетании хорошего дренажа с достаточным увлажнением. Растет медленно.